# Asphondylia adenocarpi
Asphondylia adenocarpi är en tvåvingeart som beskrevs av Tavares 1902. Asphondylia adenocarpi ingår i släktet Asphondylia och familjen gallmyggor.
Artens utbredningsområde är Portugal. Inga underarter finns listade i Catalogue of Life.